# Jussy (Yonne)
Jussy település Franciaországban, Yonne megyében. Lakosainak száma 355 fő (2022. január 1.). Jussy Auxerre, Coulanges-la-Vineuse, Escolives-Sainte-Camille, Gy-l’Évêque, Migé és Vallan községekkel határos.

## Népesség
A település népességének változása:
| Lakosok száma | 411  | 404  | 412  | 384  | 374  | 368  | 364  | 358  | 355  |
|               | 2013 | 2015 | 2016 | 2017 | 2018 | 2019 | 2020 | 2021 | 2022 |